# Meister des Göttinger Barfüßeraltars

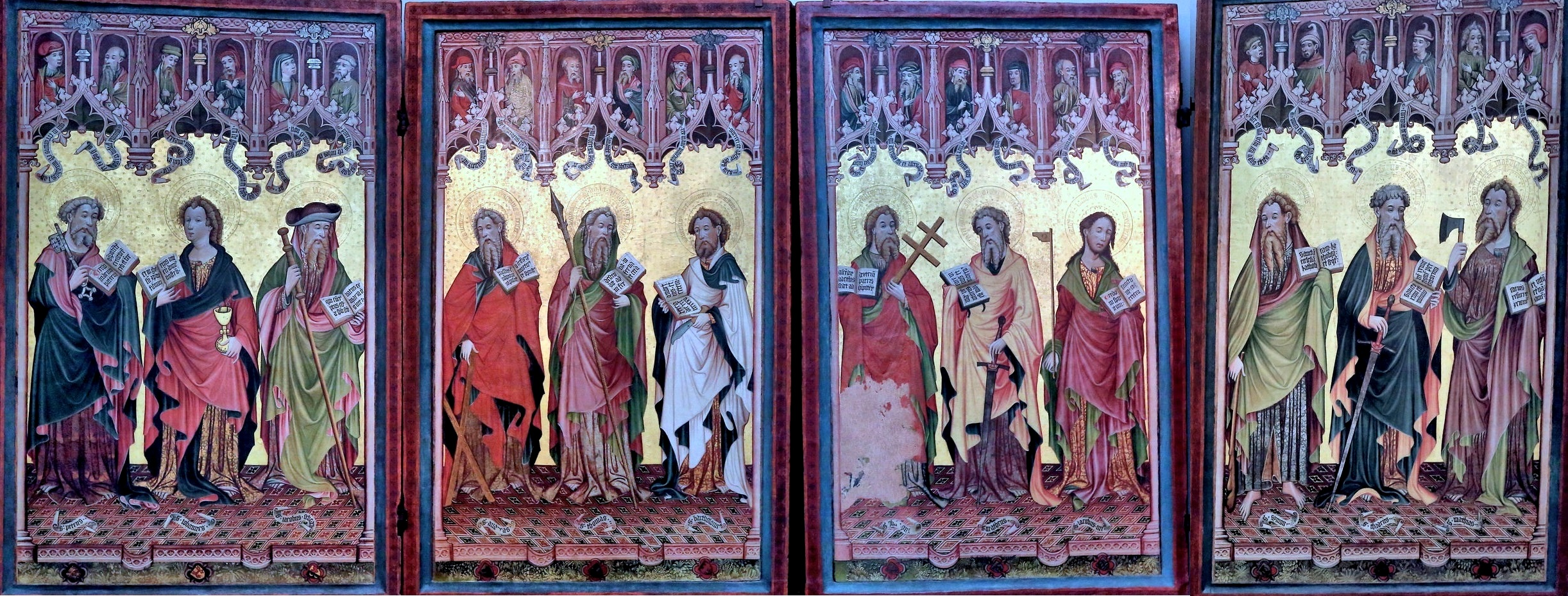
Göttinger Barfüßeraltar

Als Meister des Göttinger Barfüßeraltars wird der gotische Maler bezeichnet, der um 1424 ein übergroßes Altargemälde für die Barfüßerkirche, die Klosterkirche der Franziskaner, in Göttingen geschaffen hat. Es wurde am 20. Mai 1424 in der Kirche aufgestellt.
Die Brüder des 1210 gegründeten Franziskanerordens, der zu den „Barfüßerorden“ (Discalceaten) gerechnet wird, ließen sich zwischen 1246 und 1268 in Göttingen nieder, ihre Klosterkirche wurde wahrscheinlich am 29. Mai 1306 geweiht; der Konvent gehörte zur Kölnischen Franziskanerprovinz (Colonia), ab 1462 zur Sächsischen Franziskanerprovinz (Saxonia). Nach mehrjährigen Auseinandersetzungen mit dem Stadtrat und der Bevölkerung im Zuge der Reformation mussten die Franziskaner 1533 ihr Kloster aufgeben und Göttingen verlassen; ein 1628 unternommener Versuch, zurückzukehren, scheiterte 1632, als Göttingen wieder von protestantischen Truppen eingenommen wurde.
Die Kirche wurde zwischen 1820 und 1824 abgerissen, der Altar ist heute „Prunkstück“ des Niedersächsischen Landesmuseums in Hannover. Mit einer Breite von 7,87 Meter und einer Höhe von 3,06 Metern ist der Barfüßeraltar der größte erhaltene gotische Altar Niedersachsens.
Der Barfüßeraltar ist 1999 bis 2005 in sechsjähriger Arbeit für 1,2 Millionen Euro restauriert worden. Das Werk gilt als „das größte museal präsentierte mittelalterliche Retabel in Nordeuropa“.

## Meister der Hildesheimer Magdalenenlegende
Der namentlich nicht bekannte Maler des Barfüßeraltars wird auch Meister der Hildesheimer Magdalenenlegende genannt, nach einem weiteren ihm zugeschriebenen Werk, das als sein erstes nachweisbares Werk gilt.

## Stil
Der Stil des Meisters des Göttinger Barfüßeraltars zeigt Einflüsse des Meisters der goldenen Tafel von Lüneburg (um 1415), einige Hintergrundszenen des Barfüßeraltars lassen einen Anklang des Wildunger Altars (von 1403) des Conrad von Soest erkennen. Die Werke des Meisters sind letzte Vertreter des Weichen Stils im Norden Deutschlands.

## Werke (Auswahl)
- Barfüßeraltar (ehemaliger Altar in der Barfüßerkirche in Göttingen), um 1424[9]
  - Vollständig geöffnet: Sechs Szenen aus dem Marienleben auf den Flügeln; Kreuzigung, Szenen der Passion sowie die hll. Georg und Franziskus auf der Mitteltafel
  - Erste Wandlung: Glaubensbekenntnis der Apostel (nahezu lebensgroße Apostel verkünden mit Schriftbändern das Glaubensbekenntnis)[10][11]
  - Zweite Wandlung: Alltagsseite (u. a. der zwölfjährige Jesus im Tempel, Pieta)[12]

- Magdalenenlegende (ehemaliger Hochaltar der Magdalenenkirche in Hildesheim), um 1416
  - Szenen der Magdalenenlegende: Die auf verschiedene Museen verteilten Fragmente zeigen Szenen der Magdalenenlegende. So findet sich z. B. in der Staatsgalerie Stuttgart ein Noli me tangere,[13] das Jesus nach der Auferstehung mit Magdalena in einem Garten mit naturnahen Details darstellt. Die Hamburger Kunsthalle verwahrte eine Tafel mit sechs Heiligen.[14] Obwohl der etwas starre Stil der Bilder erkennen lässt, dass der Maler wohl keinen Einfluss außerhalb der norddeutschen Region verarbeitete, so zeigt sich hier jedoch sein Interesse an der bildlichen Darstellung der Realität. Die Bilder der Magdalenenlegende gelten als das erste nachweisbare Werk des Meisters.[15]

## Stifter des Barfüßeraltars / Identität des Malers
Auf der Mitteltafel des Barfüßeraltars sind unter dem Kreuz kniend zwei Ordensmänner dargestellt. Durch ihnen beigegebene Spruchbänder mit Namensinschriften ist der linke als „Bruder Luthelmus“ (lat. frater luthelmus) benannt, laut einer zweiten Inschrift auf dem Rahmen der Obere des Barfüßerklosters zur Zeit der Anfertigung. Der andere Bruder wird als He(inrich) von Duderstadt bezeichnet. Dieser nicht weiter nachzuweisende Ordensmann wurde zuerst als der Maler des Altars vermutet, eine These, die sich jedoch nicht durchsetzte.
Gestiftet wurde der Altar von Herzog Otto IV. von Braunschweig und elf Adelsfamilien, die in der Umgebung von Göttingen ansässig waren.